# Hermann Loidolt
Hermann K. Loidolt (* 1950) ist ein Offizier des österreichischen Bundesheeres, zuletzt im Range eines Generalmajors. 
Loidolt trat 1970 in das Bundesheer ein. Bereits seit 1985 war er an der Landesverteidigungsakademie tätig. Zudem war er zwischen 1995 und 1997 Gastdozent am George Marshall Institute. 
2001 wurde er zum Chief Military Observer der United Nations Military Observer Group in Indien und Pakistan ernannt. Als solcher traf er 2002 auch den Dalai Lama.